# Pan Pierre Koulibaly
Pan Pierre Koulibaly (Ouagadougou, 24 marzo 1986) è un calciatore burkinabé, attaccante dell'Al-Thaid Sharjah e della Nazionale burkinabé.

## Palmarès

### Club

#### Competizioni nazionali
- Campionato libico: 4

Al-Ittihad: 2007, 2008, 2009, 2010
- Coppa di Libia: 2

Al-Ittihad: 2007, 2009
- Supercoppa di Libia: 4

Al-Ittihad: 2007, 2008, 2009, 2010